# Sabine Sinjen

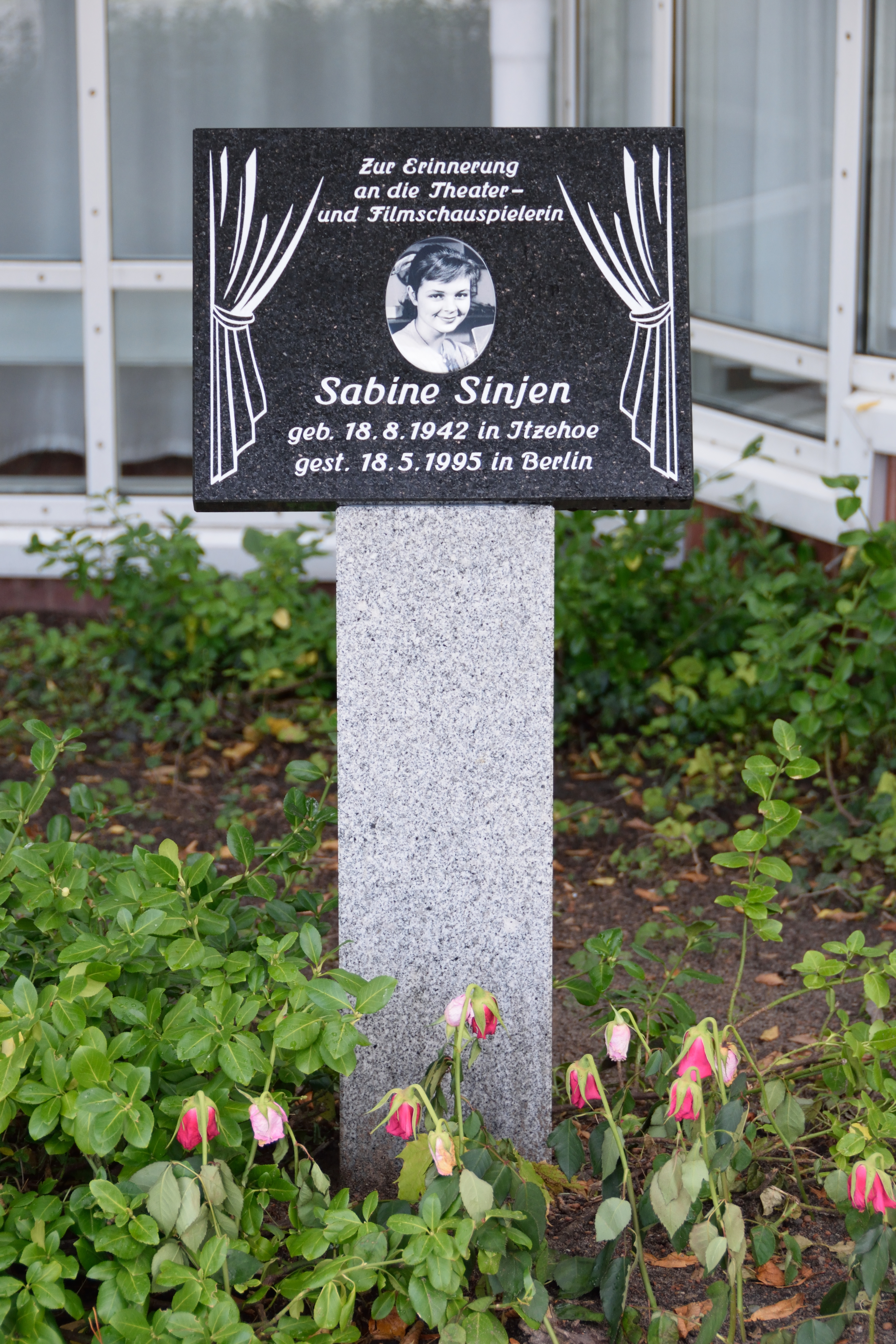
Estela en recuerdo de Sabine Sinjen en el Teatro de Itzehoe

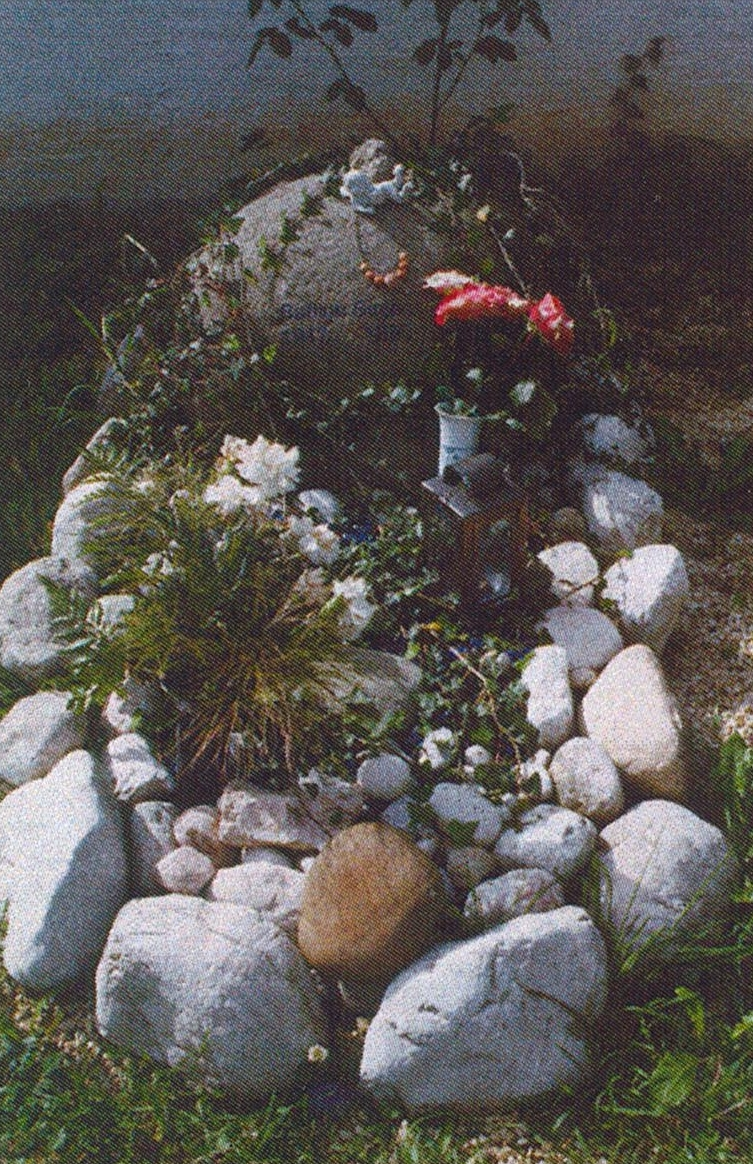
Tumba de Sabine Sinjen

Sabine Sinjen (18 de agosto de 1942 – 18 de mayo de 1995) fue una actriz alemana.

## Biografía
Nacida en Itzehoe, Alemania, sus padres eran la periodista Marlen Kolbe y el ingeniero Max Heinrich Sinjen. Éste falleció en el Frente Oriental durante la Segunda Guerra Mundial, y Sabine creció junto a su madre y su hermana, la actriz y periodista Frauke Sinjen (1940–2003), en Hamburgo y Múnich. 
Al inicio de su carrera vivió unos años en Francia, donde rodó varias películas. En sus comienzos, Sabine Sinjen trabajó en producciones radiofónicas infantiles de la emisora Nordwestdeutscher Rundfunk, a la vez que tomaba lecciones de actuación de Else Bongers. Uno de sus primeros papeles de importancia llegó con la película de 1957 Die Frühreifen, donde actuó junto a Heidi Brühl y Peter Kraus. Después recibió un contrato de siete años de duración, durante los cuales encarnó a adolescentes ingenuas en películas como Mädchen in Uniform, con Romy Schneider. Sin embargo, por diferencias con el productor Artur Brauner, rompió prematuramente el contrato en 1960. 
En 1961 debutó en el Teatro Schiller de Berlín con la obra Despertar de Primavera. A partir de entonces hizo pocos papeles cinematográficos, y se centró en la actividad teatral.
Ganó gran popularidad al empezar a actuar para la televisión, siendo un éxito su papel en 1962-1963 de la hija de Gustav Knuth en la serie Alle meine Tiere. Otra actuación que le dio popularidad fue la que hizo en el film de 1967 Alle Jahre wieder, bajo la dirección de Ulrich Schamoni. 
Además, entre 1988 y 1993 fue narradora de la serie infantil radiofónica emitida por Sender Freies Berlin Ohrenbär.
A causa de un carcinoma en una glándula lagrimal, en 1986 perdió un ojo tras varias intervenciones quirúrgicas. A pesar de ello, continuó actuando en el teatro, incluso en una obra en solitario como Die geliebte Stimme, de Jean Cocteau, y también en varias producciones televisivas, utilizando un parche ocular que disimulaba con el cabello. 
Sabine Sinjen falleció en 1995 en Berlín, Alemania, a causa de un cáncer. Fue enterrada en el Cementerio de Irrsdorf, cerca de Salzburgo, Austria. Había estado casada entre 1963 y 1984 con el director Peter Beauvais (1916–1986). En el mismo 1984 se casó con el director teatral austriaco Günter Huber (1951–2005), con el cual tuvo un hijo.
El 19 de agosto de 2014 se colocó una placa en su memoria, con una foto suya de joven, en el Teatro de Itzehoe
Su patrimonio escrito se encuentra conservado en la Academia de las Artes de Berlín.

## Filmografía (selección)
- 1957 : Das Geheimnis (telefilm)
- 1957 : Die Frühreifen
- 1958 : Schmutziger Engel
- 1958 : Mädchen in Uniform
- 1958 : Stefanie
- 1959 : Marili
- 1959 : Alt Heidelberg
- 1960 : Kein Engel ist so rein
- 1960 : Das Glas Wasser
- 1960 : Stefanie in Rio
- 1960 : Sabine und die 100 Männer
- 1961 : Napoléon II L’Aiglon
- 1961 : Erinnerst Du Dich? (telefilm)
- 1961 : Im sechsten Stock
- 1961 : Die Wildente (telefilm)
- 1962 : Alle meine Tiere (serie TV)
- 1962 : Die Försterchristel
- 1963 : Les Tontons flingueurs
- 1963 : Die Flußpiraten vom Mississippi
- 1963 : Der Bauer als Millionär (telefilm)
- 1964 : Unsere deutschen Kleinstädter (telefilm)
- 1964 : Der Feigling und die Tänzerin (telefilm)
- 1965 : Undine (telefilm)
- 1965 : Es
- 1965 : Onkel Wanja (telefilm)
- 1965 : Ein idealer Gatte (telefilm)
- 1965 : Die Sommerfrische (telefilm)
- 1965 : Mach’s Beste draus (telefilm)
- 1966 : Die spanische Puppe (telefilm)
- 1966 : Robert und Elisabeth (telefilm)
- 1967 : Ein Duft von Blumen (telefilm)
- 1967 : Alle Jahre wieder
- 1968 : Der Kaufmann von Venedig (telefilm)
- 1968 : Onkel Wanja (telefilm)
- 1969 : Die Ratten (telefilm)
- 1970 : Wir – zwei
- 1970 : Emilia Galotti (telefilm)
- 1970 : Das weite Land (telefilm)
- 1970 : Tatort (serie TV), episodio Kressin und der tote Mann im Fleet
- 1970 : Zwei ganze Tage (telefilm)
- 1971 : Der Pfandleiher (telefilm)
- 1971 : Der Kommissar (serie TV), episodio Grau-roter Morgen
- 1972 : Tatort (serie TV), episodio Rechnen Sie mit dem Schlimmsten
- 1973 : Der Menschenfreund (telefilm)
- 1973 : Was ihr wollt (telefilm)
- 1974 : Griseldis (telefilm)
- 1974 : Der Kommissar (serie TV), episodio Spur von kleinen Füßen
- 1974 : Der kleine Doktor (serie TV), episodio in Toter fällt vom Himmel
- 1975 : Am Wege (telefilm)
- 1975 : Dorothea Merz (telefilm)
- 1975 : Eine „emanzipierte“ Frau (telefilm)
- 1978 : Gesche Gottfried (telefilm)
- 1979 : Trennung – Die Geschichte der Anna Wildermuth (telefilm)
- 1979 : Phantasten (telefilm)
- 1981 : ’ne scheene Jejend is det hier (telefilm)
- 1981 : Der Träumer (corto)
- 1981 : Die Karten lügen nicht und andere Geschichten (telefilm)
- 1981 : Scheibenwischer (serie TV)
- 1982 : Tatort (serie TV), episodio Fluppys Masche
- 1983 : Heinrich Heine – Die zweite Vertreibung aus dem Paradies (telefilm)
- 1984 : Die Familie oder Schroffenstein (telefilm)
- 1984 : Die Schwärmer
- 1985 : Die Hose (telefilm)
- 1986 : Abschiedsvorstellung (telefilm)
- 1986 : Caspar David Friedrich – Grenzen der Zeit
- 1993 : Das Haus im Ginster
- 1993 : Von Frau zu Frau (telefilm)

### Teatro
- 1961 : Despertar de Primavera (Teatro Schiller)
- 1963 : You Never Can Tell
- 1969 : Como gustéis
- 1969 : Emilia Galotti
- 1975 : Ein treuer Diener seines Herrn
- 1978 : Palme oder der Gekränkte
- 1989 : Die geliebte Stimme

## Radio
- 1989 : Bernard-Marie Koltès: Rückkehr in die Wüste, dirección de Norbert Schaeffer (SDR/RIAS Berlin)
- 1990 : Patricia Highsmith: Der Geschichtenerzähler, dirección de Hans Dieter Schwarze (Norddeutscher Rundfunk)

## Lecturas para el programa infantilOhrenbär
- Manuela Reichart: Lisa-Geschichten (1988)
- Helga Hahner: Der Junge aus Eisen (1989)
- Renate Horlemann: Das vollgestellte Zimmer.(1989)
- Franjo Terhart: Der Drache, der kein Feuer speien konnte (1989)
- Karla Schneider: Die Bademantelquastenstrippe … (1990)
- Helga Hahner: Die Abenteuer der Katze Miu (1990)
- Renate Ahrens: Ballydale liegt auch am Meer (1990)
- Ulrich Karger: Familie Habakuk und der Ordumok (1991)
- Ingrid Förster: Ein Schwalbensommer (1993)

## Premios
- 1958 y 1959 : Premio Bambi
- 1959, 1960, 1961 y 1972 : Premio Bravo Otto
- 1966 : Filmband in Gold de los Deutscher Filmpreis por Es
- 1967 : Goldene Kamera por Ein Duft von Blumen
- 1971 : Premio Ernst Lubitsch
- 1992 : Orden del Mérito del Estado de Berlín